# Скуби-Ду! Мистическая корпорация
«Скуби-Ду! Мистическая корпорация», или «Скуби-Ду! Корпорация „Тайна“» (англ. Scooby-Doo! Mystery Incorporated) — американский мультсериал о приключениях Скуби-Ду и его друзей. Выпущен студией Warner Bros. Animation на основе персонажей, созданных Hanna-Barbera. Премьера мультсериала состоялась 12 июля 2010 года. Последняя серия была показана на ТВ 5 апреля 2013 года.

## Сюжет

### Первый сезон
Действия происходят в городе Кристальная Пещера. Дафни находит в пещерах странный медальон. Оказывается, этот медальон связан с таинственным исчезновением четверых подростков. В ходе своих расследований друзья знакомятся с неким Мистером И, который в дальнейшем даёт им различные подсказки. Вскоре выясняется, что это медальон одной из участниц первой Мистической корпорации Джуди Ривз. Ребята узнают, что Эйнджел Динамит на самом деле Кэссиди Уильямс, вторая участница старой Мистической корпорации. Но перед этим они встречаются с талисманом первой Мистической корпорации — преступным попугаем Профессором Периклом. Затем становится известно, что именно искала первая Мистическая корпорация. Это Концентрический диск, с помощью которого можно найти дорогу к сокровищам, спрятанным в глубинах под городом. Кроме того, вся команда узнаёт правду об отце Фреда — мистере Джонсе. Тот с самого начала знал, куда исчезла старая Мистическая корпорация, а также где настоящие мама и папа Фреда…

### Второй сезон
После последних событий выясняется, что настоящие родители Фреда — это участники первой Мистической корпорации Брэд Чайлз и Джуди Ривз. Фред был занят поиском своих родителей, что послужило причиной распада новой Мистической корпорации. Но вскоре друзья вновь воссоединяются: место Дафни, отказавшейся от участия в команде, на время занимает Марси (по прозвищу «Вонючка»). Но вскоре Дафни возвращается, и Марси покидает команду. Во время отъезда ребят Велма работает на Мистера И. Брэд и Джуди возвращаются в Кристальную Пещеру и сближаются с Фредом, а Кэссиди погибает. В конце концов, ребята находят три части Концентрического диска — столько же, сколько и первая Мистическая корпорация. Команде удаётся обмануть первую Мистическую корпорацию, которая, в своё время, тоже пытается выкрасть три части диска, и получить оставшиеся части Концентрического диска. За всё время своих расследований ребятам приходится не раз сталкиваться с настоящими призраками, произносящими «Нибиру».

## Роли озвучивали
Мистическая корпорация:
- Фрэнк Уэлкер — Скуби-Ду, Фред Джонс
- Мэттью Лиллард — Шэгги Роджерс
- Минди Кон[англ.] — Велма Динкли
- Грей Делайл — Дафни Блейк

Первая Мистическая корпорация:
- Удо Кир — Профессор Перикл
- Льюис Блэк — Рики Оуэнс / Мистер И
- Тим Мэтисон — Брэд Чайлз
- Тиа Каррере — Джуди Ривз
- Вивика А. Фокс — Эйнджел Динамит (Кэссиди Уильямс)

Другие:
- Патрик Уорбертон — Шериф Стоун
- Гэри Коул — Мэр Джонс
- Кейт Хиггинс — Мэр Неттлз
- Линда Карделлини — Вонючка

## Список серий
| Сезон | Серии | Серии | Даты показа   | Даты показа     |
| Сезон | Серии | Серии | Первая серия  | Последняя серия |
| ----- | ----- | ----- | ------------- | --------------- |
| 1     | 26    | 26    | 5 апреля 2010 | 26 июля 2011    |
| 2     | 26    | 26    | 30 июля 2012  | 5 апреля 2013   |

## Отзывы
Нил Лумбард из DVD Talk называл мультсериал «превосходным» и писал, что он больше понравится взрослой аудитории. Многие журналисты подчёркивают, что отличительной чертой «Мистической корпорации» является общий сюжет в сериале, а не эпизодический формат, как в предыдущих шоу. Кроме того, они отмечают более серьёзный тон мультсериала по сравнению с остальными. Также рецензенты акцентируют внимание на развитии персонажей. Уилл Харрис из The A.V. Club, составляя рецензию к выходу последних эпизодов, писал, что к шоу весьма подходит эпитет «эпическое», чего он не мог сказать о предыдущих проектах. В различных списках лучших мультсериалов о Скуби-Ду это шоу занимает лидирующие позиции. В 2023 году Коул Альбиндер из Comic Book Resources назвал «Мистическую корпорацию» лучшим современным проектом о Скуби-Ду, поставив его на 1 место в топе 10 альтернатив мультсериалу «Велма».